# Carlo III di Parma
Carlo III di Borbone-Parma, (nome completo: Ferdinando Carlo Vittorio Giuseppe Maria Baldassarre) (Lucca, 14 gennaio 1823 – Parma, 27 marzo 1854), è stato duca di Parma dal 1849 al 1854.

## Biografia

### Infanzia
Carlo III nacque nella Villa delle Pianore vicino a Lucca, unico figlio maschio di Carlo Ludovico, Principe di Lucca (in seguito duca di Lucca e Duca di Parma), e di sua moglie, la principessa Maria Teresa di Savoia, figlia di Vittorio Emanuele I di Sardegna. In famiglia era chiamato Danduccio. Alla morte della nonna, Maria Luisa di Spagna, il 13 marzo 1824, Carlo divenne principe ereditario di Lucca.
Ferdinando Carlo trascorse gran parte dei primi dieci anni della sua vita seguendo i suoi genitori nei loro frequenti viaggi nei loro castelli di Urschendorff e Weistropp, vicino a Dresda, e alla corte di Vienna. Quando aveva quattro anni, la responsabilità della sua educazione fu affidata ad un sacerdote ungherese, Zsigmond Deáki. Gli fu insegnata storia e lingua italiana da Lazzaro Papi, direttore della Biblioteca di Lucca. Imparò francese, ungherese, tedesco, inglese e spagnolo.
Fino al 1833, quando la corte tornò a Lucca, Carlo fu affidato alle cure della madre in un clima austero e religioso. Da figlio unico, Carlo era molto amato dai suoi genitori, ma erano una coppia con diverse personalità: la madre era molto pia e si rivolgeva sempre più alla religione. Fin da adolescente, Carlo la vedeva poco. Maria Teresa si ritirò completamente dalla corte lucchese, vivendo in permanente reclusione, prima a Villa di Marlia e poi nella sua villa di Pianore, dove circondata da sacerdoti e suore, dedicò la sua vita alla religione. Carlo aveva più cose in comune con suo padre: abilità per le lingue, passione per i viaggi, un senso dell'umorismo grossolano e una natura irrequieta. Tuttavia, Carlo Ludovico era un uomo edonista che non poteva stare in compagnia con suo figlio molto spesso o per molto tempo. Di conseguenza, Carlo crebbe irrequieto e molto viziato. I suoi insegnanti non potevano controllare né la sua natura ribelle né la sua irresponsabilità sfrenata.
Nella sua adolescenza, Carlo sviluppò un interesse per la vita militare. Entrò nell'esercito a Lucca vivendo da semplice soldato, condividendo la vita in caserma, le ore nei campi di addestramento e le lunghe esercitazioni tra le pendici dell'Appennino. Era ben considerato dai suoi soldati. Per regolare il suo addestramento militare, e sperando che l'esercito migliorasse il suo carattere, il padre di Carlo ottenne da Carlo Alberto di Sardegna il permesso di ammetterlo nell'esercito piemontese. Nel 1841, all'età di diciotto anni, Carlo fu inviato alla Scuola Militare di Torino . Ricevette una commissione nell'esercito piemontese con il grado di capitano nella cavalleria novarese. Tuttavia, dopo un anno di servizio, tornò a casa in cattivi rapporti con il re Carlo Alberto e ancor più con il figlio del re, Vittorio Emanuele. Scriveva Vittorio Emanuele: « Ferdinando da Lucca è partito di qui l'estate scorsa piuttosto arrabbiato con me e da allora non mi ha fatto sapere sue notizie. Ma gli auguro ogni felicità, e anche buon senso, che però credo fermamente che non otterrà mai ».

### Matrimonio

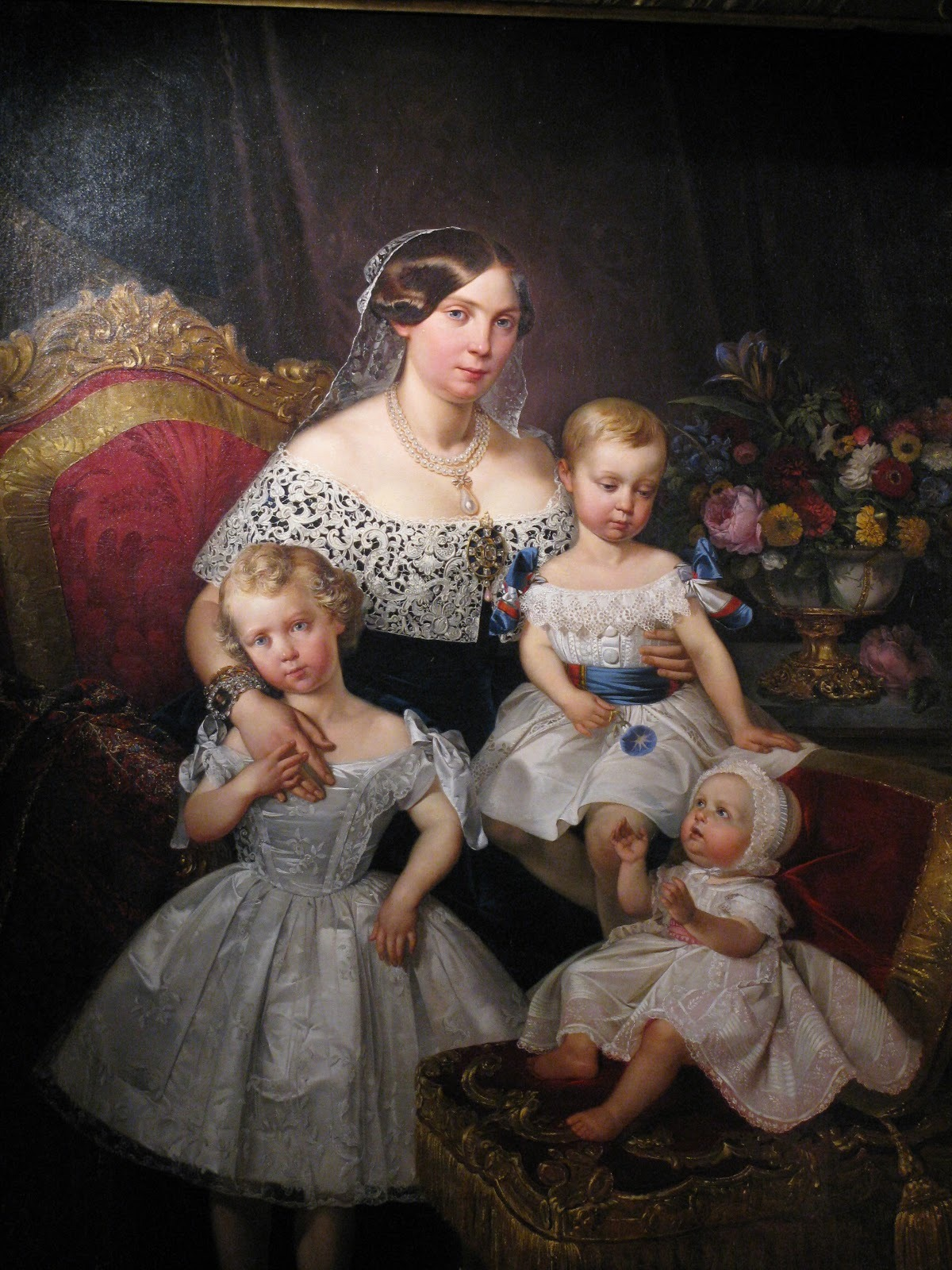
La consorte Luisa Maria d'Artois con i figli Margherita, Roberto e Alice

Nel 1845, poiché il ducato di Lucca era in grande difficoltà economica, il padre di Carlo decise di darlo in sposa ad una principessa con una cospicua dote. La sposa prescelta fu la principessa Luisa Maria Teresa di Francia (1819-1864), l'unica sorella del pretendente legittimista al trono di Francia, il conte di Chambord. Era la figlia del duca di Berry e la nipote del re Carlo X di Francia. Carlo, che all'epoca aveva ventidue anni, inizialmente era riluttante a sposarla. Aveva quattro anni più di lui; era sua parente stretta e non gli piaceva l'ideologia del suo entourage, il partito legittimista. Avrebbe preferito aspettare altri tre anni per sposarsi, trovando poi una sposa più di suo gradimento. Tuttavia, poiché suo padre lo minacciò di tagliargli i fondi, lasciandolo completamente indigente, Carlo accettò l'idea. Carlo e Luisa Maria erano cugini e si conoscevano da quando erano bambini.
La cerimonia ebbe luogo il 10 novembre 1845 allo Schloss Frohsdorf, vicino a Lanzenkirchen in Austria. La coppia trascorse la luna di miele a Üchendorff e poi in Inghilterra. La vita matrimoniale della coppia fu felice per alcuni anni. Ebbero quattro figli.
Luisa Maria era descritta a quel tempo come una donna dalla carnagione chiara con capelli dorati e occhi azzurri, ma non molto alta. Era riservata, fredda, insensibile e priva di fascino. Come la maggior parte dei legittimisti, le sue idee politiche erano quelle del secolo precedente. Tuttavia, per i primi anni della loro vita coniugale, Carlo fu felice con lei.
Fino a quando non divenne duca di Parma, Carlo era conosciuto come il Duchino, il piccolo duca, un riferimento sia alla sua statura che al suo status di erede del padre. Sebbene fosse alto, era di costituzione esile. I suoi genitori erano entrambi molto belli, ma lui no. I suoi capelli erano folti e scuri e aveva grandi occhi prominenti. Un naso grande, un collo lungo e un mento sfuggente completavano il suo viso. Aveva una figura curata, finemente proporzionata, di cui era molto orgoglioso. Era un dandy che si vestiva elegantemente ed era molto meticoloso riguardo al suo abbigliamento. Carlo viaggiò molto. Fuori dall'Italia spesso usò il titolo di "Marchese di Castiglione" e in Italia quello di "Conte di Mulazzo".

### Acquisizione di Parma
Il 17 dicembre 1847 l'Imperatrice Maria Luisa morì e il padre di Carlo le succedette come duca Carlo II di Parma. Il Ducato di Lucca fu incorporato al Granducato di Toscana e Ferdinando Carlo cessò di essere Principe Ereditario di Lucca per diventare invece Principe Ereditario di Parma.
Carlo II regnò solo per pochi mesi. Nel marzo 1848 scoppiò a Parma la rivoluzione sostenuta dal re Carlo Alberto di Sardegna. Carlo fuggì da Parma, ma fu arrestato a Cremona e fatto prigioniero a Milano dove rimase per diversi mesi fino a quando il governo britannico non negoziò la sua liberazione. In quel momento è stato descritto da un contemporaneo come "alto e magro con un volto aperto e allegro, un giovanotto spensierato, dalla testa leggera, negligente". Dopo un breve soggiorno nell'isola di Malta, si recò a Napoli e poi a Livorno dove fu raggiunto dalla moglie che aveva appena dato alla luce il loro primo figlio. Poi la famiglia si rifugiò in Inghilterra. Si stabilirono in un cottage a Surbiton, a sud-ovest di Londra.
Il 5 aprile 1849 l'esercito austriaco entrò a Parma e ristabilì ufficialmente Carlo II, che era in esilio in Sassonia. Carlo e la sua famiglia rimasero però in Inghilterra, poiché continuavano le ostilità tra gli eserciti austriaco e piemontese. Per diversi anni Carlo II aveva pensato di abdicare in favore di Carlo, ma lo rimandò nella speranza che quando lo avesse fatto le cose sarebbero state più sicure per suo figlio.

### Duca regnante
Il 24 marzo 1849 fu annunciata l'abdicazione di Carlo II. Carlo, ancora residente in Inghilterra, successe al titolo di Duca di Parma, Piacenza e degli Stati annessi prendendo il nome di Carlo III. Il 18 maggio 1849 rientrò a Parma, ma due giorni dopo ripartì per Olmutz per assicurarsi l'appoggio austriaco. Non assunse l'amministrazione del ducato fino al 25 agosto, quando fece un solenne ingresso a Parma come suo nuovo duca.
Sebbene Carlo III fosse un sovrano autoritario, il suo regno fu meno reazionario di quelli dei suoi cugini a Napoli e in Toscana. Era molto anticlericale e oppositore della pena capitale. Nessuna condanna a morte è stata eseguita durante i suoi cinque anni di regno. Amava l'Inghilterra, che visitò ancora una volta dopo la sua ascesa al trono ducale, ma non nutriva simpatie per l'Austria anche se era strettamente imparentato con gli Asburgo e doveva il suo trono all'intervento austriaco. Carlo III, nonostante il suo fascino personale, non era amato dai suoi sudditi. La nobiltà lo trattava con diffidenza mentre la borghesia lo disprezzava quanto lui li disprezzava. Andava d'accordo con le classi popolari. Amava molto il balletto ed era ben voluto da ballerini, soldati, contadini e cittadini comuni. Sebbene fosse sempre consapevole del suo rango - usava il suo bastone da passeggio su chiunque ritenesse irrispettoso nei suoi confronti - era semplice nei modi, molto accessibile e aveva un grande fascino personale. Tuttavia, le sue decisioni arbitrarie distrussero il rispetto che i suoi sudditi avevano per lui e la sua dinastia e divenne impopolare. Nel 1853 c'erano voci di complotti per rimuoverlo dal potere.
Anche la sua vita personale era in subbuglio. Si separò da sua moglie, che era diventata estremamente grassa. La duchessa era una donna dalla lingua tagliente a cui piaceva farsi strada tra gli intrighi e la forza della sua personalità. La frattura tra marito e moglie crebbe quando Carlo III iniziò apertamente una relazione con la contessa Emma Guadagni (1829-1866), cognata del governatore generale austriaco di Trento. Si incontrarono a Firenze nel febbraio 1852, mentre Carlo III era ospite di Leopoldo II, Granduca di Toscana. In una visita semi-ufficiale alla regina Isabella II di Spagna nel dicembre 1853, Carlo III portò con sé la sua amante, provocando la rottura definitiva del suo matrimonio. A metà febbraio del 1854 Carlo III tornò a Parma.

### Assassinio
La domenica del 26 marzo 1854, verso le 16, Carlo lasciò il palazzo di Riserva per fare una passeggiata per le vie di Parma, come era solito fare tutti i pomeriggi. Era accompagnato solo da un aiutante di campo, il conte Bacinetti. Durante la sua passeggiata, vide sua moglie che era seduta in una carrozza, ad ascoltare un concerto all'aperto in una piazza di Parma. Si salutarono educatamente. Alle 17:45 il Duca tornò al suo palazzo; mentre passava davanti alla chiesa di Santa Lucia, si fermò un attimo a chiedere l'identità di una bella ragazza che aveva appena visto in una finestra in alto, dall'altra parte della strada. Salutò due soldati che gli passavano accanto, quando fu attaccato alle spalle da due uomini che lo seguivano. Uno di loro colpì violentemente il Duca e lo colpì in profondità allo stomaco con una lama triangolare. Tutto successe così in fretta che Carlo inizialmente non si rese conto di quello che era appena successo e pochi secondi dopo ansimando disse: "Mio Dio, sono spacciato. Mi hanno pugnalato". Nella confusione, i due assalitori fuggirono correndo in direzioni opposte e mescolandosi tra la folla.
Il Duca ferito cadde a terra in una pozza di sangue con la lama ancora nello stomaco. Fu sollevato e tenuto per le braccia e le gambe. Venne riportato al palazzo. Non si lamentò mentre i suoi medici curavano la sua ferita, che era profonda. Chiese se pensavano che la sua vita fosse in pericolo. Gli mentirono assicurandogli che non lo era e svenne. Nei momenti di lucidità, il Duca, rendendosi conto della gravità delle sue condizioni, ripeteva: "Mi sto preparando per un lungo viaggio". Il Duca ricevette l'estrema unzione e poté vedere per l'ultima volta sua moglie e i loro figli. Dopo atroci sofferenze, sopportate con coraggio, morì la sera seguente del 27 marzo, alle 17:30.

Inizialmente fu incolpato il sellaio parmense Antonio Carra (mazziniano), che però venne successivamente riconosciuto innocente. Carra emigrò a Buenos Aires e da lì inviò una lettera al Governo di Parma affermando di essere il responsabile dell'omicidio. Nell'incartamento relativo al processo all'avvocato mazziniano Luigi Petroni, celebrato a Roma nel dicembre 1854, esiste una lettera in cui viene descritto l'assassinio del duca:
«[…][l'assassino] attese la sua vittima ad una svolta di strada l'affrontò parlandogli in sul viso con piglio di affaccendato, disse lasciatemi andare al centro che ho fretta. Mentre il duca rispondeva: che sfacciataggine è questa, quegli gli squarciava con larga ferita il ventre, da basso, e tenendo il coltello immerso, si spinse alcuni passi addietro, per modo da trovarsi al coperto dall'intendente addietro che accompagnava il Duca. Questi stramazzò, l'intendente accorse, l'assassino seguitò la sua corsa fino a rimescolarsi con un gruppo di gente. [...] L'augusto ferito fu recato di colà al palazzo per mano dell'intendente e dell'alabardiere, in mezzo alla gente accorsa. Furono subito dati ordini perché le porte della città fossero chiuse, e fatte delle perquisizioni domiciliari. Altri aggiunti. Cinque o sei giorni prima del colpo si vide scritto in vari luoghi della città, morte al duca, e poco prima del fatto: sepoltura al duca. Nel giorno in cui succedette il colpo, si trovarono troncati i fili del telegrafo verso Piacenza e verso Lombardia e per togliere che i soprastanti potessero rannodarli in ciascuna direzione erano stati troncati in tre luoghi.»
Le spoglie di Carlo III giacciono a Viareggio presso la Cappella della Macchia, nelle adiacenze di Villa Borbone, mentre il suo cuore è posto in una teca nella cripta della  basilica di Santa Maria della Steccata in Parma. La storiografia più recente ha cercato di rivalutare la sua figura.
Gli succedette il figlio Roberto, ancora infante, sotto la reggenza della madre, la duchessa Luisa Maria, che svolse un'azione moderata.

## Discendenza
Il duca Carlo e la principessa Luisa Maria Teresa di Francia ebbero:
- Margherita Maria Teresa Enrichetta (1847-1893), sposò Carlo, Duca di Madrid, ebbero cinque figli;
- Roberto Carlo Luigi Maria, duca di Parma (1848-1907), sposò in prime nozze la principessa Maria Pia delle Due Sicilie, ebbero dodici figli, e in seconde nozze Infanta Maria Antonia di Portogallo, ebbero dodici figli;
- Alice Maria Carolina Ferdinanda Rachele Giovanna Filomena (1849-1935), sposò Ferdinando IV, Granduca di Toscana, ebbero dieci figli;
- Enrico Carlo Luigi Giorgio, Conte di Bardi (1851-1905), sposò in prime nozze Principessa Maria Luisa Immacolata delle Due Sicilie, non ebbero figli, e in seconde nozze Infanta Adelgonda di Portogallo, Duchessa di Guimarães, non ebbero figli.

## Ascendenza
|                               |                               |                                       | Genitori                            |  |  | Nonni |  |  | Bisnonni              |  |  | Trisnonni          |  |
|                               |                               |                                       |                                     |  |  |       |  |  | Ferdinando I di Parma |  |  | Filippo I di Parma |  |
|                               |                               |                                       |                                     |  |  |       |  |  | Ferdinando I di Parma |  |  | Filippo I di Parma |  |
|                               |                               | Luisa Elisabetta di Borbone-Francia   |                                     |  |  |       |  |  | Ferdinando I di Parma |  |  |                    |  |
| Ludovico di Borbone           |                               |                                       |                                     |  |  |       |  |  | Ferdinando I di Parma |  |  |                    |  |
|                               |                               | Maria Amalia d'Asburgo-Lorena         | Francesco I di Lorena               |  |  |       |  |  |                       |  |  |                    |  |
|                               |                               | Maria Amalia d'Asburgo-Lorena         | Francesco I di Lorena               |  |  |       |  |  |                       |  |  |                    |  |
|                               |                               | Maria Amalia d'Asburgo-Lorena         | Maria Teresa d'Austria              |  |  |       |  |  |                       |  |  |                    |  |
| Carlo II di Parma             |                               | Maria Amalia d'Asburgo-Lorena         |                                     |  |  |       |  |  |                       |  |  |                    |  |
|                               |                               | Carlo IV di Spagna                    | Carlo III di Spagna                 |  |  |       |  |  |                       |  |  |                    |  |
|                               |                               | Carlo IV di Spagna                    | Carlo III di Spagna                 |  |  |       |  |  |                       |  |  |                    |  |
|                               |                               | Carlo IV di Spagna                    | Maria Amalia di Sassonia            |  |  |       |  |  |                       |  |  |                    |  |
| Maria Luisa di Borbone-Spagna |                               | Carlo IV di Spagna                    |                                     |  |  |       |  |  |                       |  |  |                    |  |
|                               |                               | Maria Luisa di Borbone-Parma          | Filippo I di Parma                  |  |  |       |  |  |                       |  |  |                    |  |
|                               |                               | Maria Luisa di Borbone-Parma          | Filippo I di Parma                  |  |  |       |  |  |                       |  |  |                    |  |
|                               |                               | Maria Luisa di Borbone-Parma          | Luisa Elisabetta di Borbone-Francia |  |  |       |  |  |                       |  |  |                    |  |
| Carlo III di Parma            |                               | Maria Luisa di Borbone-Parma          |                                     |  |  |       |  |  |                       |  |  |                    |  |
|                               | Vittorio Amedeo III di Savoia | Carlo Emanuele III di Savoia          |                                     |  |  |       |  |  |                       |  |  |                    |  |
|                               | Vittorio Amedeo III di Savoia | Carlo Emanuele III di Savoia          |                                     |  |  |       |  |  |                       |  |  |                    |  |
|                               | Vittorio Amedeo III di Savoia | Polissena d'Assia-Rheinfels-Rotenburg |                                     |  |  |       |  |  |                       |  |  |                    |  |
| Vittorio Emanuele I di Savoia | Vittorio Amedeo III di Savoia |                                       |                                     |  |  |       |  |  |                       |  |  |                    |  |
|                               |                               | Maria Antonietta di Borbone-Spagna    | Filippo V di Spagna                 |  |  |       |  |  |                       |  |  |                    |  |
|                               |                               | Maria Antonietta di Borbone-Spagna    | Filippo V di Spagna                 |  |  |       |  |  |                       |  |  |                    |  |
|                               |                               | Maria Antonietta di Borbone-Spagna    | Elisabetta Farnese                  |  |  |       |  |  |                       |  |  |                    |  |
| Maria Teresa di Savoia        |                               | Maria Antonietta di Borbone-Spagna    |                                     |  |  |       |  |  |                       |  |  |                    |  |
|                               |                               | Ferdinando d'Asburgo-Este             | Francesco I di Lorena               |  |  |       |  |  |                       |  |  |                    |  |
|                               |                               | Ferdinando d'Asburgo-Este             | Francesco I di Lorena               |  |  |       |  |  |                       |  |  |                    |  |
|                               |                               | Ferdinando d'Asburgo-Este             | Maria Teresa d'Austria              |  |  |       |  |  |                       |  |  |                    |  |
| Maria Teresa d'Asburgo-Este   |                               | Ferdinando d'Asburgo-Este             |                                     |  |  |       |  |  |                       |  |  |                    |  |
|                               |                               | Maria Beatrice d'Este                 | Ercole III d'Este                   |  |  |       |  |  |                       |  |  |                    |  |
|                               |                               | Maria Beatrice d'Este                 | Ercole III d'Este                   |  |  |       |  |  |                       |  |  |                    |  |
|                               |                               | Maria Beatrice d'Este                 | Maria Teresa Cybo-Malaspina         |  |  |       |  |  |                       |  |  |                    |  |
|                               |                               | Maria Beatrice d'Este                 |                                     |  |  |       |  |  |                       |  |  |                    |  |